# Sự cố thủy điện Sông Tranh 2
Sự cố thủy điện Sông Tranh 2 là một sự cố nghiêm trọng tại nhà máy thủy điện Sông Tranh 2 năm 2012-2013. Các nhà khoa học cho biết lượng nước thấm qua đập thủy điện Sông Tranh 2 đã gấp 5 lần mức cho phép, rất nguy hiểm.
Theo báo cáo, công trình thủy điện Sông Tranh 2 có công suất lắp máy 190 MW, với dung tích hồ chứa 730 triệu m3, chiều cao lớn nhất của đập dâng là 96 m.
Đập dâng thủy điện Sông Tranh 2 đã được hội đồng nghiệm thu cấp Tập đoàn Điện lực Việt Nam (EVN) nghiệm thu tích nước hồ chứa giai đoạn 1 vào ngày 29/11/2010 và nghiệm thu tích nước giai đoạn 2 ngày 13/10/2011, được phép tích nước đến mức dâng bình thường tại cao trình 175m vào đầu tháng 11/2011.
Đây cũng là một chủ đề nóng thảo luận Quốc hội.